# Andrej Vasiljević
Andrej Vasiljević (* 23. September 1993 in Zagreb) ist ein kroatischer Eishockeytorwart, der zuletzt bei den Slough Jets aus der English Premier Ice Hockey League unter Vertrag stand.

## Karriere
Andrej Vasiljević begann seine Karriere als Eishockeyspieler in seiner Heimatstadt in der Nachwuchsabteilung des KHL Medveščak Zagreb, für dessen zweite Mannschaft er in der Saison 2009/10 sein Profidebüt in der multinationalen Slohokej Liga gab, als er bei seinem einzigen Saisoneinsatz gegen Spielende eingewechselt wurde. In der Saison 2010/11 war der Kroate Ersatztorwart für Medveščak in der Erste Bank Eishockey Liga sowie für das Team Zagreb in der Slohokej Liga, während er hauptsächlich für das Team Zagreb in der U20-Juniorenliga Sloweniens zwischen den Pfosten stand. Zudem wurde er 2010 und 2011 jeweils Kroatischer Meister mit dem Medveščak.
In der Saison 2012/13 spielte er für die U20-Junioren des HK 36 Skalica, ehe er 2013 zum KHL Medveščak Zagreb, dort aber kaum zum Einsatz kam. Ab Januar 2014 spielte er für die Slough Jets aus der English Premier Ice Hockey League. 

### International
Für Kroatien nahm Vasiljević im Juniorenbereich an den U18-Junioren-C-Weltmeisterschaften 2010 und 2011 sowie der U20-Junioren-B-Weltmeisterschaft 2010 teil. Bei der U18-C-WM 2011 wurde er als bester Torwart der Gruppe A ausgezeichnet.

## Erfolge und Auszeichnungen
- 2010 Kroatischer Meister mit dem KHL Medveščak Zagreb
- 2011 Kroatischer Meister mit dem KHL Medveščak Zagreb

### International
- 2011 Bester Torwart der U18-Junioren-Weltmeisterschaft der Division II, Gruppe A